# Una strana coppia
Una strana coppia (Sidekicks) è un film per la televisione statunitense del 1974 diretto da Burt Kennedy.
È una commedia western con protagonisti Larry Hagman, Louis Gossett Jr. e Blythe Danner. È il remake di Il magliaro a cavallo (Skin Game) del 1971.

## Produzione
Il film, diretto da Burt Kennedy su una sceneggiatura di William Bowers, fu prodotto dallo stesso Burt Kennedy per Warner Bros. Television e Cherokee Productions e girato nel Big Sky Ranch a Simi Valley in California.

## Distribuzione
Il film fu trasmesso negli Stati Uniti il 21 marzo 1974 sulla rete televisiva CBS.
Alcune delle uscite internazionali sono state:
- in Spagna (Dos pillos en el Oeste)
- in Germania Ovest (Sie können's nicht lassen)
- in Italia (Una strana coppia)

## Critica
Secondo il Morandini il film è una "piacevole routine".